# Амаш, Джастин
Джастин Амаш (англ. Justin Amash; род. 18 апреля 1980 года) — американский политик, депутат Палаты представителей США. 

## Биография
Родился в 1980 году в Гранд-Рапидсе, в семье арабских христиан: отец — Атталах Амаш — палестинец, а мать — Мими — из Сирии. Вырос в Кентвуде. Сначала учился в Келлоггсвилльской христианской школе в Кентвуде, а затем перешёл в христианскую высшую школу Гранд-Рапидса.
Его родители были христианами с Ближнего востока.
С 3 января 2011 года — депутат палаты представителей США от Мичигана. 8 июля 2019 года, спустя несколько дней после объявления о выходе из Республиканской партии, Амаш официально подал заявление об отказе от места в Комитете Палаты представителей по надзору и реформе. 
С апреля 2020 года — член Либертарианской партии США. Является первым либертарианцем-членом палаты представителей США.
Выдвигался в кандидаты на пост президента США от Либертарианской партии, однако 16 мая 2020 года снял свою кандидатуру.